# Dolus-d'Oléron
Dolus-d'Oléron és un municipi francès situat al departament del Charente Marítim i a la regió de la Nova Aquitània. L'any 2007 tenia 3.156 habitants.

## Demografia

### Població
El 2007 la població de fet de Dolus-d'Oléron era de 3.156 persones. Hi havia 1.459 famílies de les quals 465 eren unipersonals (163 homes vivint sols i 302 dones vivint soles), 565 parelles sense fills, 346 parelles amb fills i 83 famílies monoparentals amb fills.
La població ha evolucionat segons el següent gràfic:
Habitants censats

### Habitatges
El 2007 hi havia 4.148 habitatges, 1.500 eren l'habitatge principal de la família, 2.581 eren segones residències i 67 estaven desocupats. 3.443 eren cases i 329 eren apartaments. Dels 1.500 habitatges principals, 1.056 estaven ocupats pels seus propietaris, 401 estaven llogats i ocupats pels llogaters i 44 estaven cedits a títol gratuït; 20 tenien una cambra, 95 en tenien dues, 355 en tenien tres, 450 en tenien quatre i 579 en tenien cinc o més. 1.210 habitatges disposaven pel capbaix d'una plaça de pàrquing. A 776 habitatges hi havia un automòbil i a 597 n'hi havia dos o més.

### Piràmide de població
La piràmide de població per edats i sexe el 2009 era:
| Homes | Edats   | Dones |
| ----- | ------- | ----- |
| 5     | 95 o +  | 1     |
| 8     | 90 a 94 | 5     |
| 23    | 85 a 89 | 37    |
| 22    | 80 a 84 | 35    |
| 65    | 75 a 79 | 74    |
| 108   | 70 a 74 | 111   |
| 95    | 65 a 69 | 128   |
| 88    | 60 a 64 | 91    |
| 69    | 55 a 59 | 72    |
| 67    | 50 a 54 | 74    |
| 108   | 45 a 49 | 108   |
| 79    | 40 a 44 | 82    |
| 104   | 35 a 39 | 94    |
| 68    | 30 a 34 | 93    |
| 95    | 25 a 29 | 114   |
| 28    | 20 a 24 | 26    |
| 107   | 15 a 19 | 30    |
| 66    | 10 a 14 | 68    |
| 59    | 5 a 9   | 101   |
| 48    | 0 a 4   | 75    |

## Economia
El 2007 la població en edat de treballar era de 1.868 persones, 1.317 eren actives i 551 eren inactives. De les 1.317 persones actives 1.150 estaven ocupades (614 homes i 536 dones) i 167 estaven aturades (61 homes i 106 dones). De les 551 persones inactives 306 estaven jubilades, 97 estaven estudiant i 148 estaven classificades com a «altres inactius».

### Ingressos
El 2009 a Dolus-d'Oléron hi havia 1.516 unitats fiscals que integraven 3.206 persones, la mediana anual d'ingressos fiscals per persona era de 17.067 €.

### Activitats econòmiques
Dels 258 establiments que hi havia el 2007, 2 eren d'empreses extractives, 4 d'empreses alimentàries, 1 d'una empresa de fabricació d'elements pel transport, 7 d'empreses de fabricació d'altres productes industrials, 46 d'empreses de construcció, 70 d'empreses de comerç i reparació d'automòbils, 8 d'empreses de transport, 23 d'empreses d'hostatgeria i restauració, 1 d'una empresa d'informació i comunicació, 6 d'empreses financeres, 21 d'empreses immobiliàries, 26 d'empreses de serveis, 24 d'entitats de l'administració pública i 19 d'empreses classificades com a «altres activitats de serveis».
Dels 81 establiments de servei als particulars que hi havia el 2009, 1 era una oficina de correu, 1 una oficina bancària, 1 funerària, 4 tallers de reparació d'automòbils i de material agrícola, 1 autoescola, 9 paletes, 10 guixaires pintors, 6 fusteries, 4 lampisteries, 10 electricistes, 5 empreses de construcció, 7 perruqueries, 1 veterinari, 12 restaurants, 6 agències immobiliàries, 1 tintoreria i 2 salons de bellesa.
Dels 24 establiments comercials que hi havia el 2009, 1 era un supermercat, 1 una gran superfície de material de bricolatge, 1 una botiga de menys de 120 m², 3 fleques, 2 carnisseries, 5 peixateries, 2 botigues de roba, 1 una sabateria, 1 una botiga d'electrodomèstics, 1 una botiga de mobles, 3 botigues de material esportiu, 1 una joieria i 2 floristeries.
L'any 2000 a Dolus-d'Oléron hi havia 20 explotacions agrícoles que ocupaven un total de 192 hectàrees.

## Equipaments sanitaris i escolars
El 2009 hi havia 1 farmàcia i 2 ambulàncies.
El 2009 hi havia 1 escola maternal i 1 escola elemental.

## Poblacions més properes
El següent diagrama mostra les poblacions més properes.